# Irish Guards

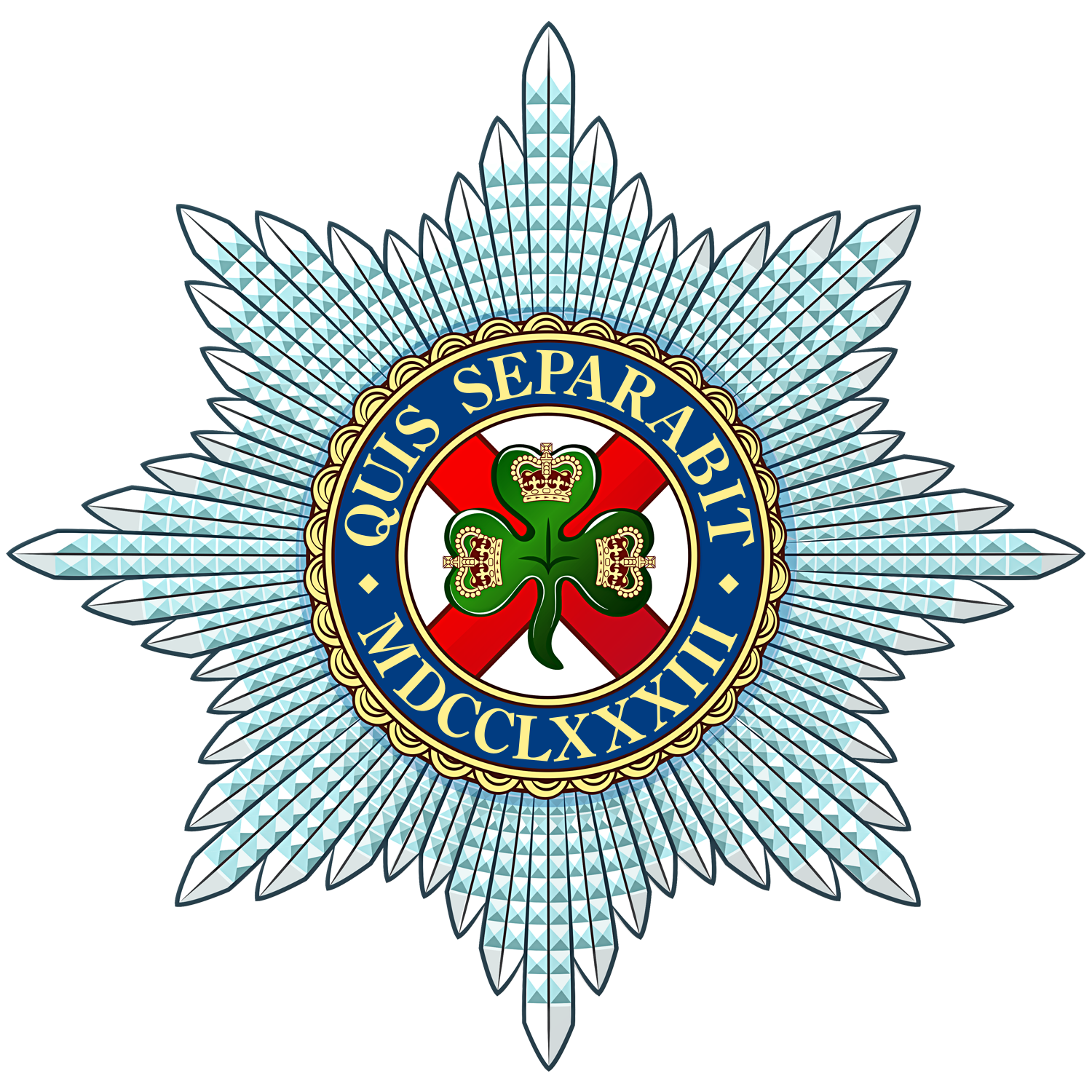
Regimentsabzeichen der Irish Guards

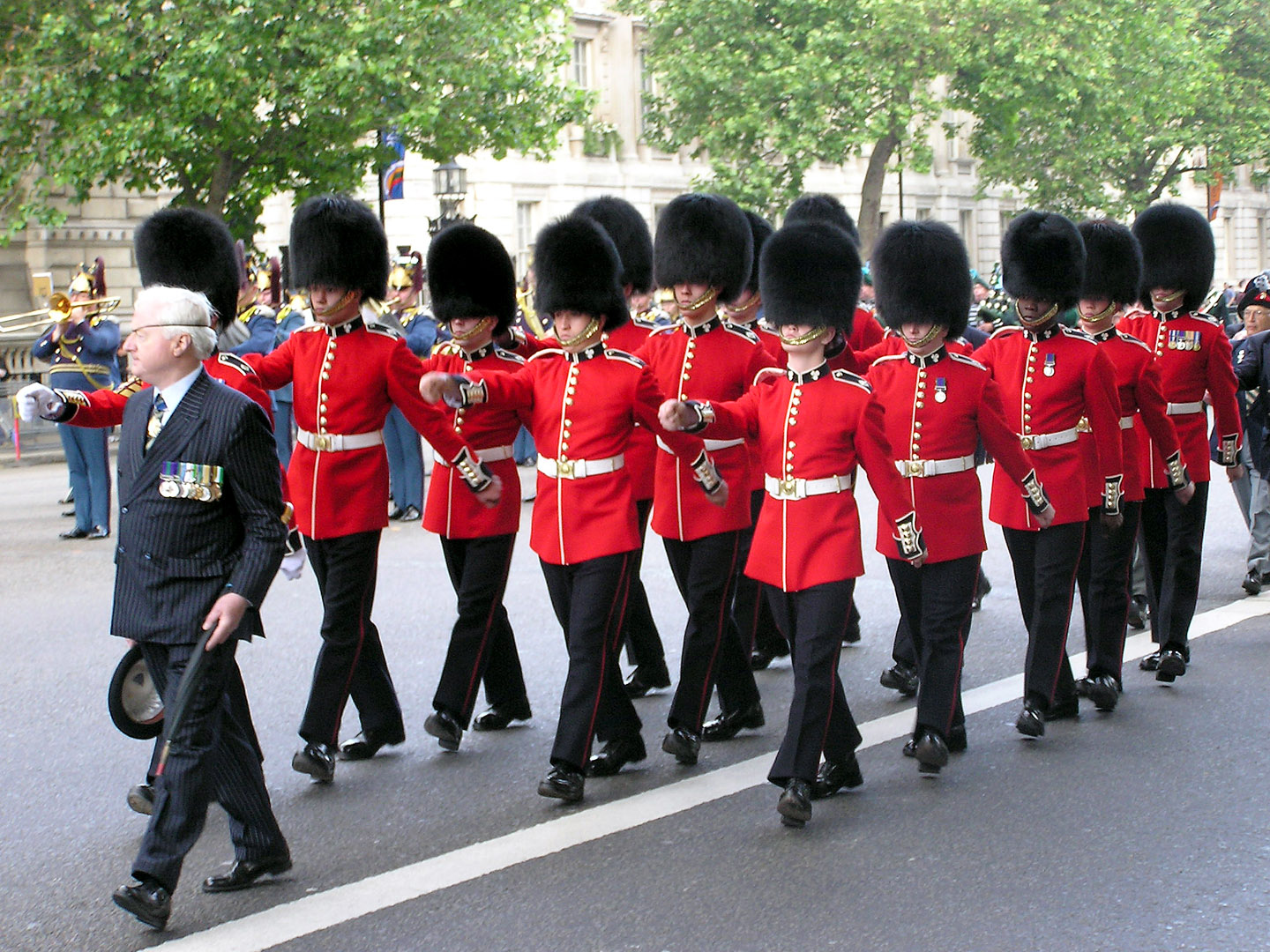
Parade der Irish Guards

Die Irish Guards (Irische Garde) sind ein Infanterieregiment der britischen Armee und als Teil der Guards Division eines der fünf Leibregimenter von König Charles III.

## Geschichte
Die Irish Guards sind das viertälteste Garderegiment zu Fuß der britischen Armee. Sie wurden im Jahre 1900 auf Anordnung von Königin Victoria in Anerkennung der herausragenden Leistungen irischer Regimenter im Burenkrieg gebildet.
In den beiden Weltkriegen waren Bataillone des Regiments an nahezu allen Fronten in Europa und Nordafrika eingesetzt, an denen britische Truppen kämpften. In der Nachkriegszeit hat das Regiment an vielen Einsätzen im Rahmen von UN-Friedensmissionen teilgenommen. Auch am Persischen Golf war es schon eingesetzt. Wegen seiner Verbindungen zu Irland wurde das Regiment lange Zeit nicht in Nordirland stationiert; demgegenüber war es schon wiederholt in Deutschland als Teil der Britischen Rheinarmee.

## Gegenwart
Heute leistet das Regiment Dienst als leichte Infanterie und wird als Wachregiment verwendet. Es nimmt regelmäßig an vielen wichtigen protokollarischen Ereignissen in Großbritannien teil, z. B. an Trooping the Colour und Remembrance Sunday. Als einziges der Garderegimenter haben die Irish Guards ein Maskottchen, nämlich einen Irischen Wolfshund.

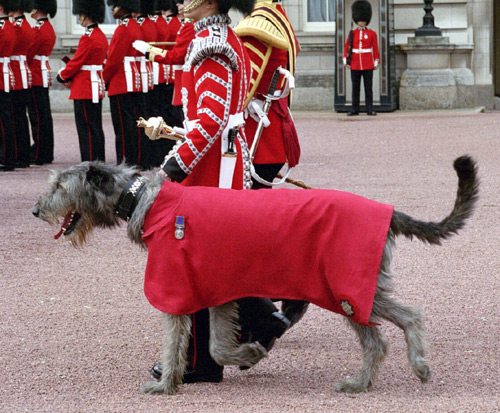
Das Maskottchen der Irish Guards

Im Regiment wird alljährlich der Saint Patrick’s Day (17. März) gefeiert. Ein Mitglied der Britischen Königsfamilie, in den letzten beiden Jahren Catherine, Duchess of Cambridge, übergibt den Soldaten an diesem Tag Kleeblätter.
Die Soldaten rekrutieren sich noch immer im Wesentlichen aus Nordirland, der Republik Irland und Stadtteilen großer britischer Städte mit vielen Einwohnern irischer Herkunft. Ein gewöhnlicher Soldat der Irish Guards wird Guardsman genannt (während er in regulären Einheiten Private heißt), eine Auszeichnung, die König Georg V. nach dem Ersten Weltkrieg einführte.
Am 10. Februar 2011 wurde Prinz William Colonel of the Regiment, der die Uniform (allerdings ohne Fellmütze) zu seiner Hochzeit am 29. April 2011 trug. Er übernahm das Amt von Major General Sir Sebastian Roberts, KCVO, OBE, der es seit März 2008 innehatte. Von 1984 bis zu seiner Abdankung im November 2000 war der frühere Großherzog Jean von Luxemburg Colonel of the Regiment, er hatte im Zweiten Weltkrieg bei den Irish Guards gedient. Seit 21. Dezember 2022 bekleidet Catherine, Princess of Wales diese Funktion. Colonel-in-Chief des Regiments ist König Charles III.
Wie jedes Garderegiment haben auch die Irish Guards ein Musikkorps. Nur die Scots Guards haben jedoch außer ihnen Drums and Pipes, also Trommler und Dudelsackspieler. Die Irish Guards sind zudem das einzige Garderegiment, das sowohl über Drums and Pipes als auch über einen Spielmannszug (Corps of Drums) verfügt.

## Battle Honours
Liste der Battle Honours des Regiments:
- Erster Weltkrieg: Mons, Retreat from Mons, Marne 1914, Aisne 1914, Ypres 1914 1917, Langemarck 1914, Battle of Gheluvelt, Nonne Bosschen, Festubert 1915, Loos, Somme 1916 1918, Flers-Courcelette, Morval, Pilckem, Poelcapelle, Passchendaele, Cambrai 1917 und 1918, St. Quentin, Lys, Hazebrouck, Albert 1918, Bapaume 1918, Arras 1918, Scarpe 1918, Drocourt-Quéant, Hindenburg Line, Canal du Nord, Selle, Sambre, France and Flanders 1914–18

- Zweiter Weltkrieg:
  - Nord-West Europa: Pothus, Norway 1940, Boulogne 1940, Cagny, Mont Pincon, Neerpelt, Nijmegen, Aam, Rhineland, Hochwald, Rhine, Bentheim, North-West Europe 1940 1944–45
  - Nordafrika: Medjez Plain, Djebel bou Aoukaz, North Africa 1943
  - Italien: Anzio, Aprilia, Carroceto, Italy 1943–44

- Zweiter Irakkrieg: Al Basrah 2003, Iraq 2003

## Uniform

Paradeuniform der Irisch-Guards-Trommler

Die fünf Regimenter der Gardeinfanterie unterscheiden sich in ihrem Erscheinungsbild nur durch Kleinigkeiten. Bei der Paradeuniform (full dress) der Irish Guards sind dies:
- an Bärenfellmütze rechts eine blaue Feder (St. Patrick’s blue).
- ein weißes Kleeblatt auf jeder Kragenseite als weiteres Zeichen Irlands
- die Knöpfe sind in Vierergruppen (auf der Brustreihe zwei, auf Ärmelpatten und Schoßtaschen je eine) angeordnet, da es das viertälteste Regiment der Garde zu Fuß ist.

Band und Biese der Schirmmütze sind grün.

## Regimental Colonels
Die bisherigen Regimental Colonels waren:
- Field Marshal Frederick Roberts, 1. Earl Roberts – ernannt am 17. Oktober 1900
- Field Marshal Herbert Kitchener, 1. Earl Kitchener – ernannt am 15. November 1914
- Field Marshal John French, 1. Earl of Ypres – ernannt am 6. Juni 1916
- Field Marshal Rudolph Lambart, 10. Earl of Cavan – ernannt am 23. Mai 1925
- Field Marshal Harold Alexander, 1. Earl Alexander of Tunis – ernannt am 28. August 1946
- General Sir Basil Eugster – ernannt am 17. Juni 1969
- General Jean, Großherzog von Luxemburg – ernannt am 21. August 1984[2]
- Lieutenant James Hamilton, 5. Duke of Abercorn – ernannt am 1. November 2000[3]
- Major General Sir Sebastian Roberts – ernannt am 17. März 2008
- Major William, Prince of Wales – ernannt am 10. Februar 2011[4]
- Catherine, Princess of Wales – ernannt am 21. Dezember 2022[5]